# 내 사랑 토람이
내 사랑 토람이는 2005년 1월 7일부터 2005년 1월 14일까지 방영되었던 SBS 금요드라마이다.

## 등장인물
- 김영호
- 하희라
- 김범영
- 하승리
- 이대연
- 권해효